# ロマンチック街道313

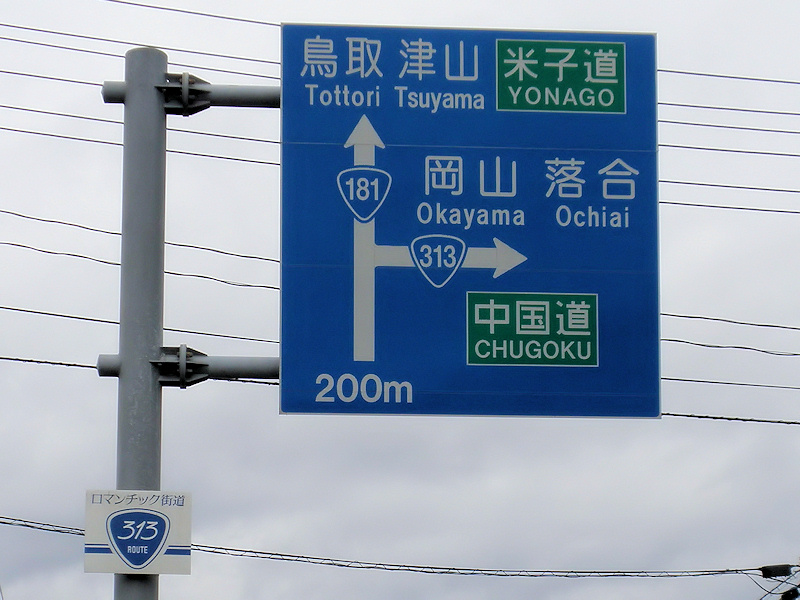
ロマンチック街道313の標識

ロマンチック街道313（ろまんちっくかいどう さんいちさん）は、広島県福山市鞆町から岡山県内を経由して鳥取県東伯郡北栄町へ至る道路の愛称である。一般国道313号の全線とその起点となっている「府中分かれ交差点」から福山市の景勝地「鞆の浦」へ至る広島県道22号福山鞆線の全線を含めた区間を指す。

## 概要
福山市の備後弁研究家で金属鋳造メーカー「キングパーツ」の社長だった高橋孝一が、ドイツのバイエルン州にあるロマンチック街道にも劣らないとして命名。高橋は地元第一を掲げる活動の一端として、国道313号の周辺には高度経済成長から取り残されたことで、先人の築いた貴重な歴史と文化が数多く残されており、これを見直そうと若者たちに呼びかけた。これによって、沿線の観光振興のために沿線各都市の青年会議所も協力して協働普及活動を行い、行政も巻き込んだ観光振興策が盛んに行われることとなった。
沿道には特製の標識も掲げられているほか、毎年夏には沿線都市の青年会議所の主催で沿線をツーリングするイベントを中心にして沿線自治体や団体でのイベント広報活動が活発に行われている。

### 路線データ
- 陸上距離 : 171.5 km
- 起点 : 広島県福山市鞆町
- 終点 : 鳥取県東伯郡北栄町
- 主な経由地 : 岡山県井原市・高梁市・真庭市、鳥取県倉吉市
- 近隣の活動参加自治体 : 岡山県笠岡市・小田郡矢掛町・加賀郡吉備中央町・新見市・真庭郡新庄村、鳥取県東伯郡三朝町

## 周辺

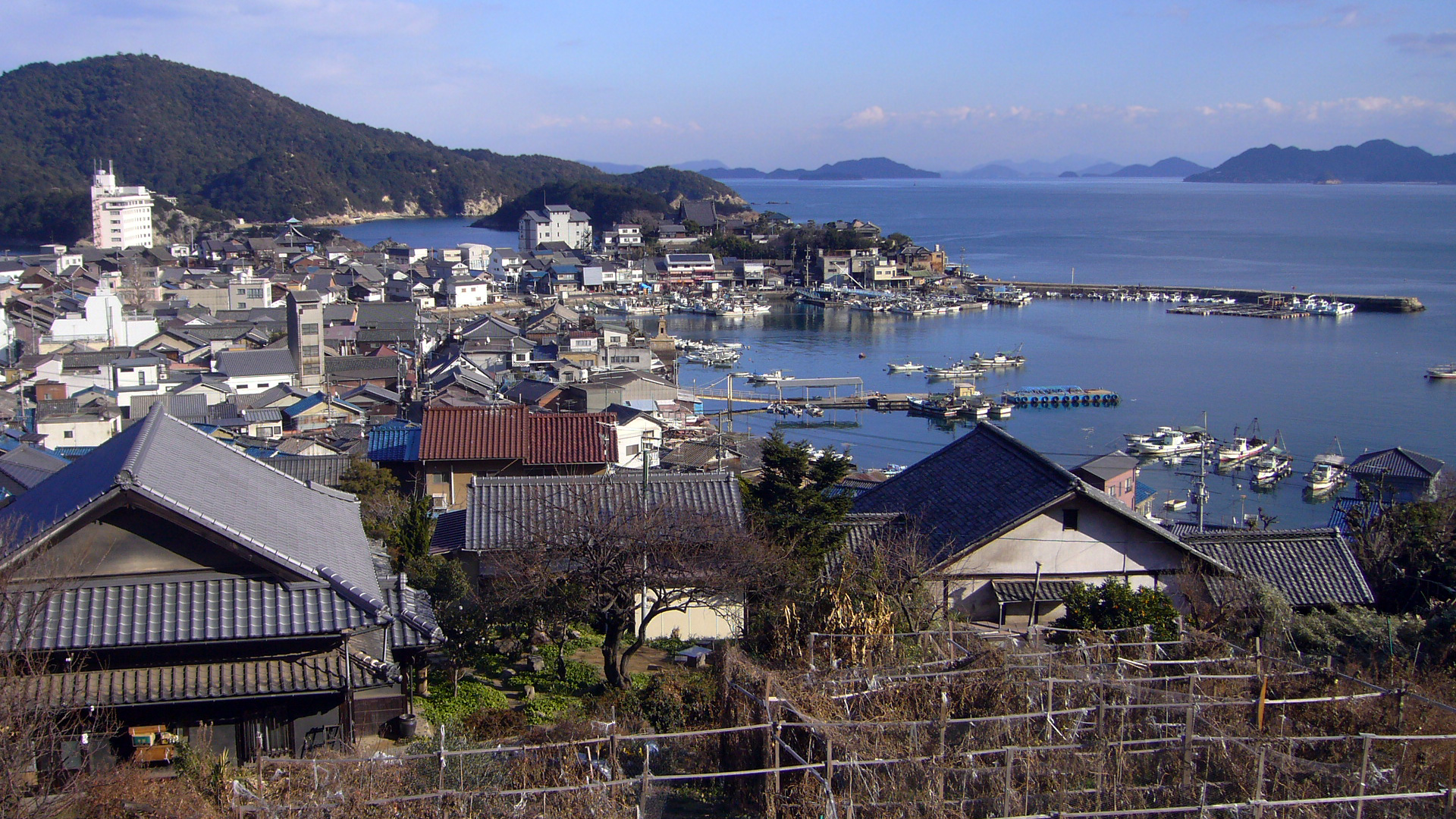
鞆の浦

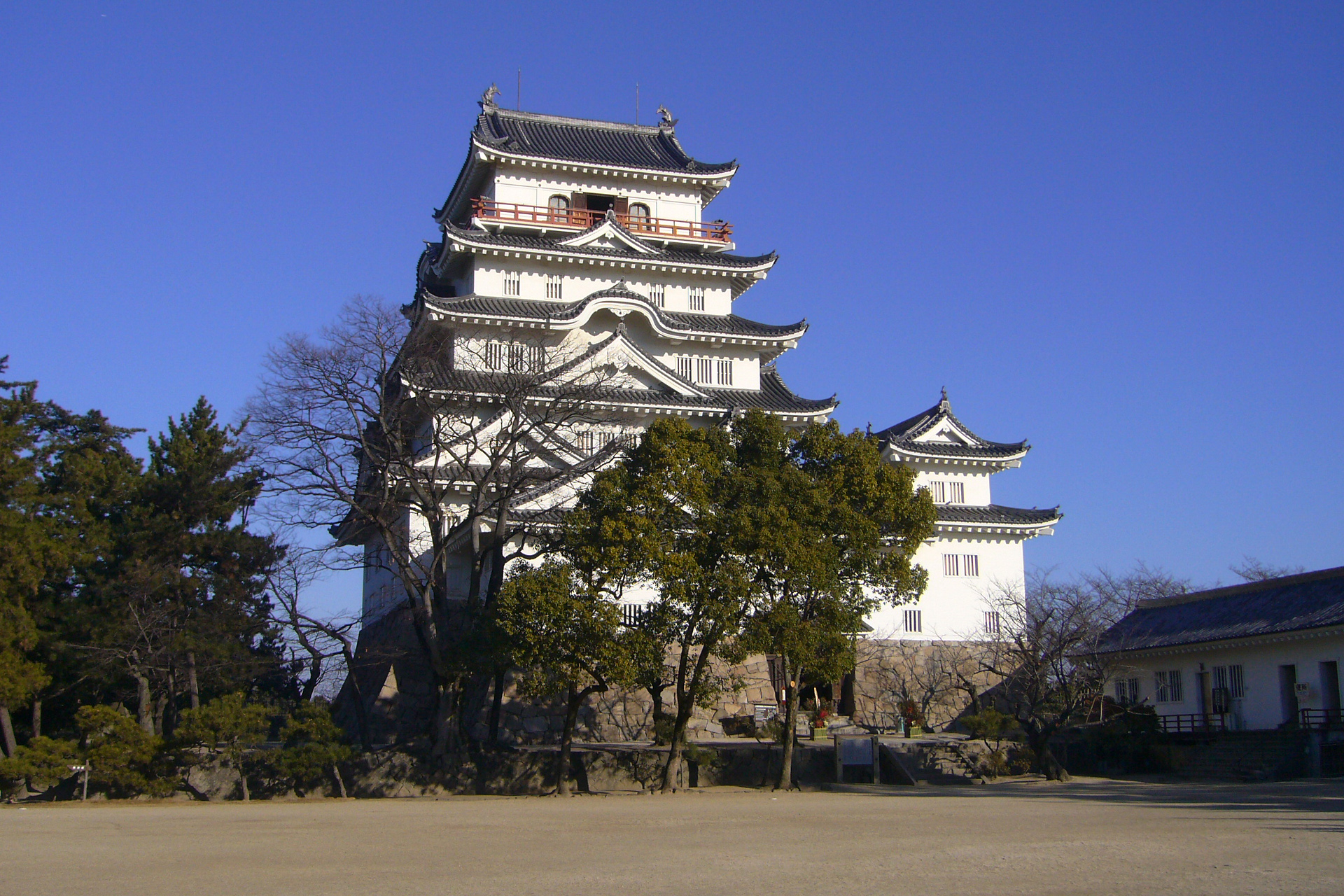
福山城天守閣

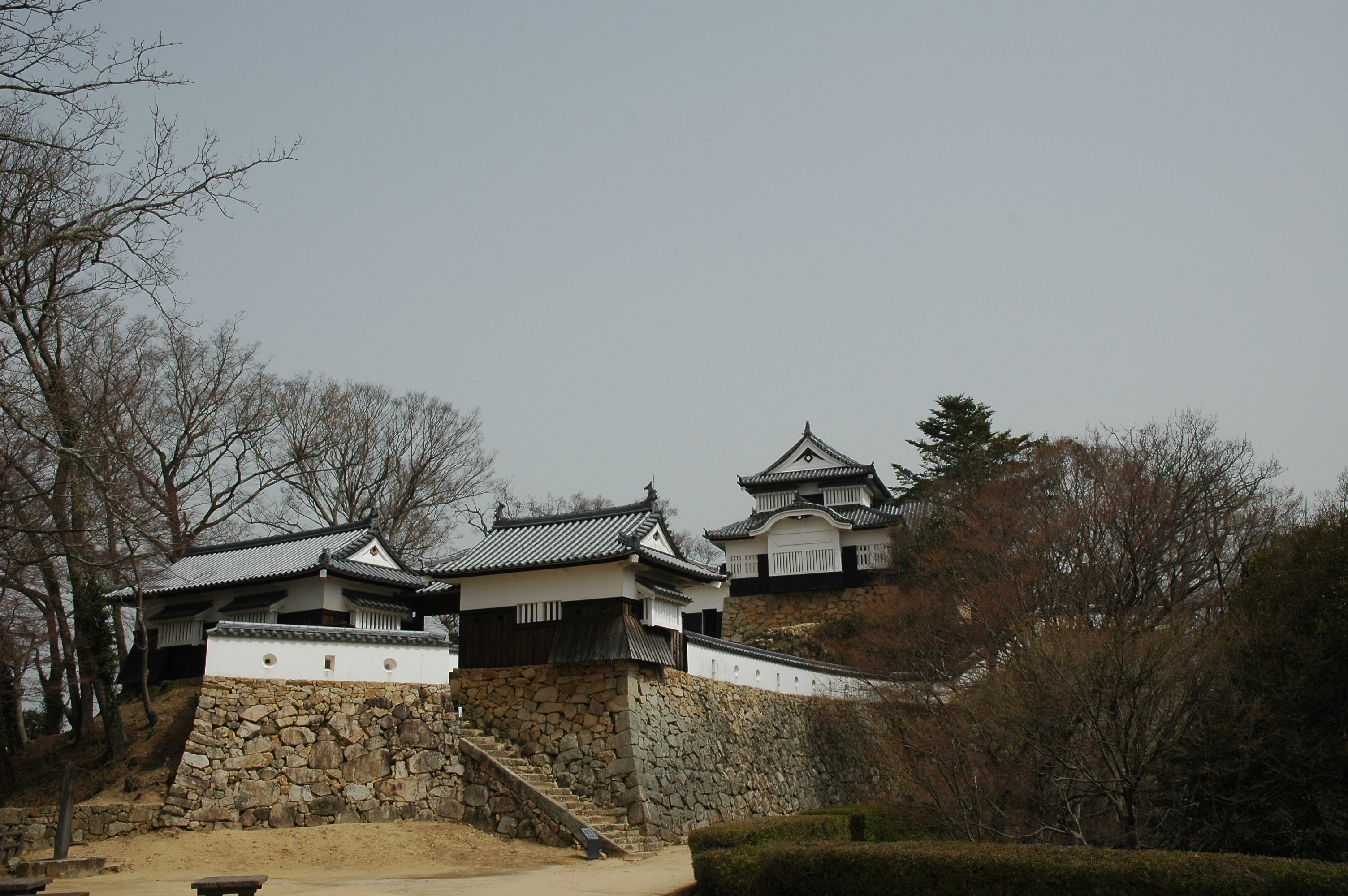
備中松山城

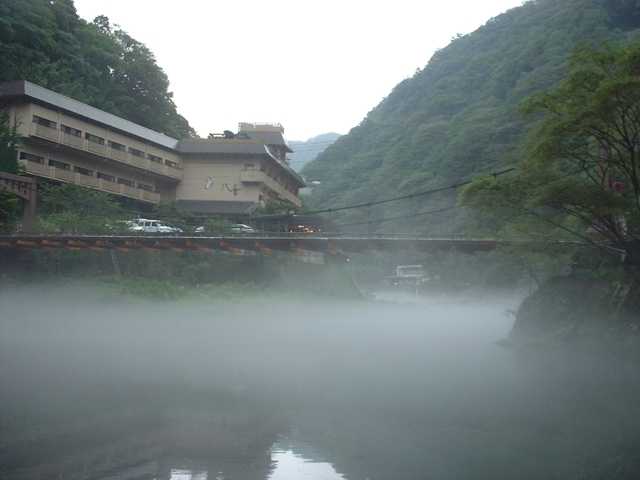
湯原温泉の湯煙

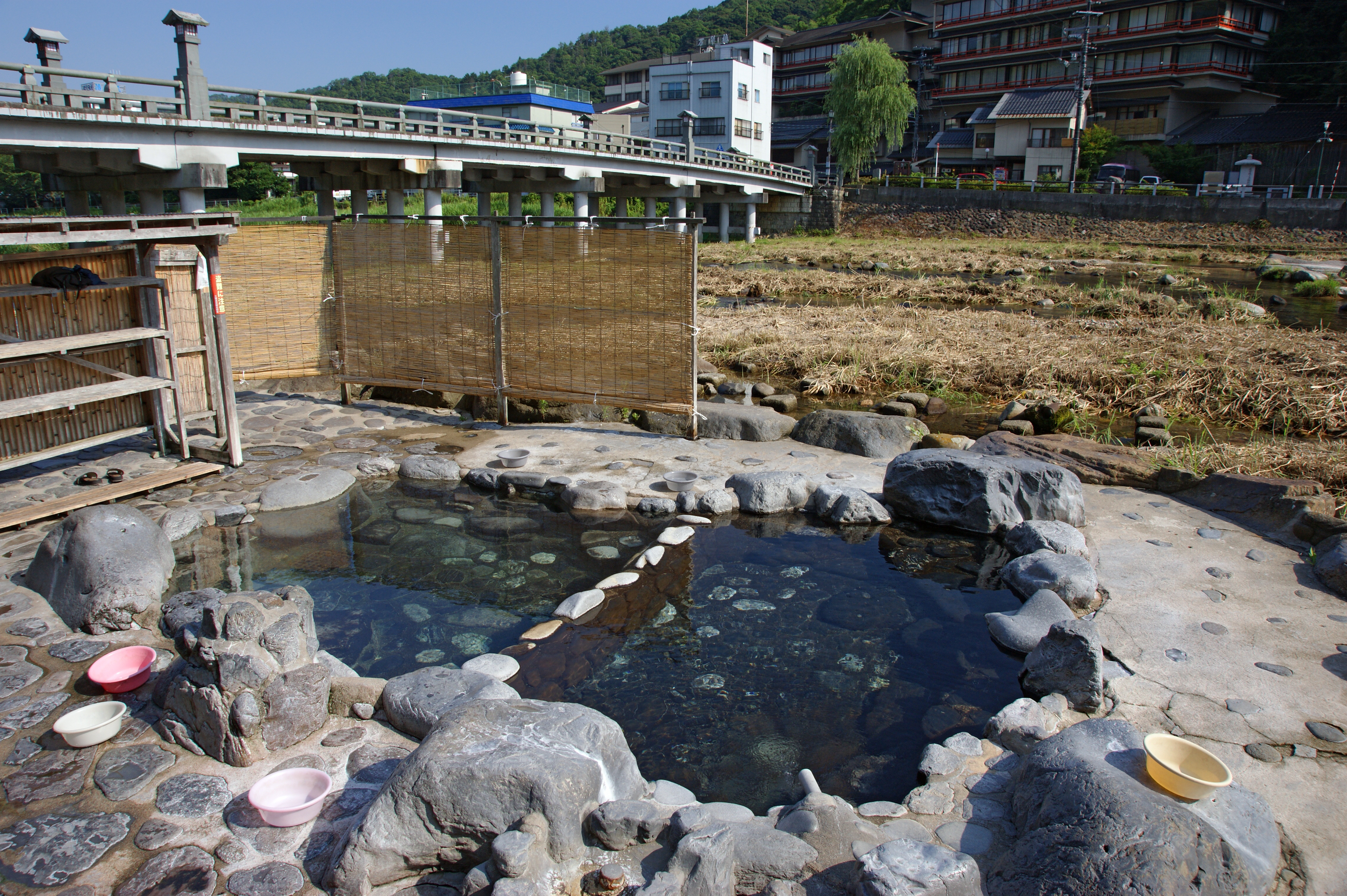
三朝温泉

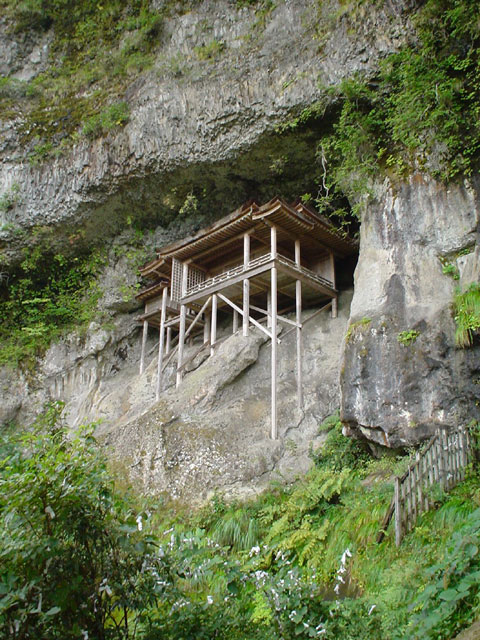
三仏寺投入堂

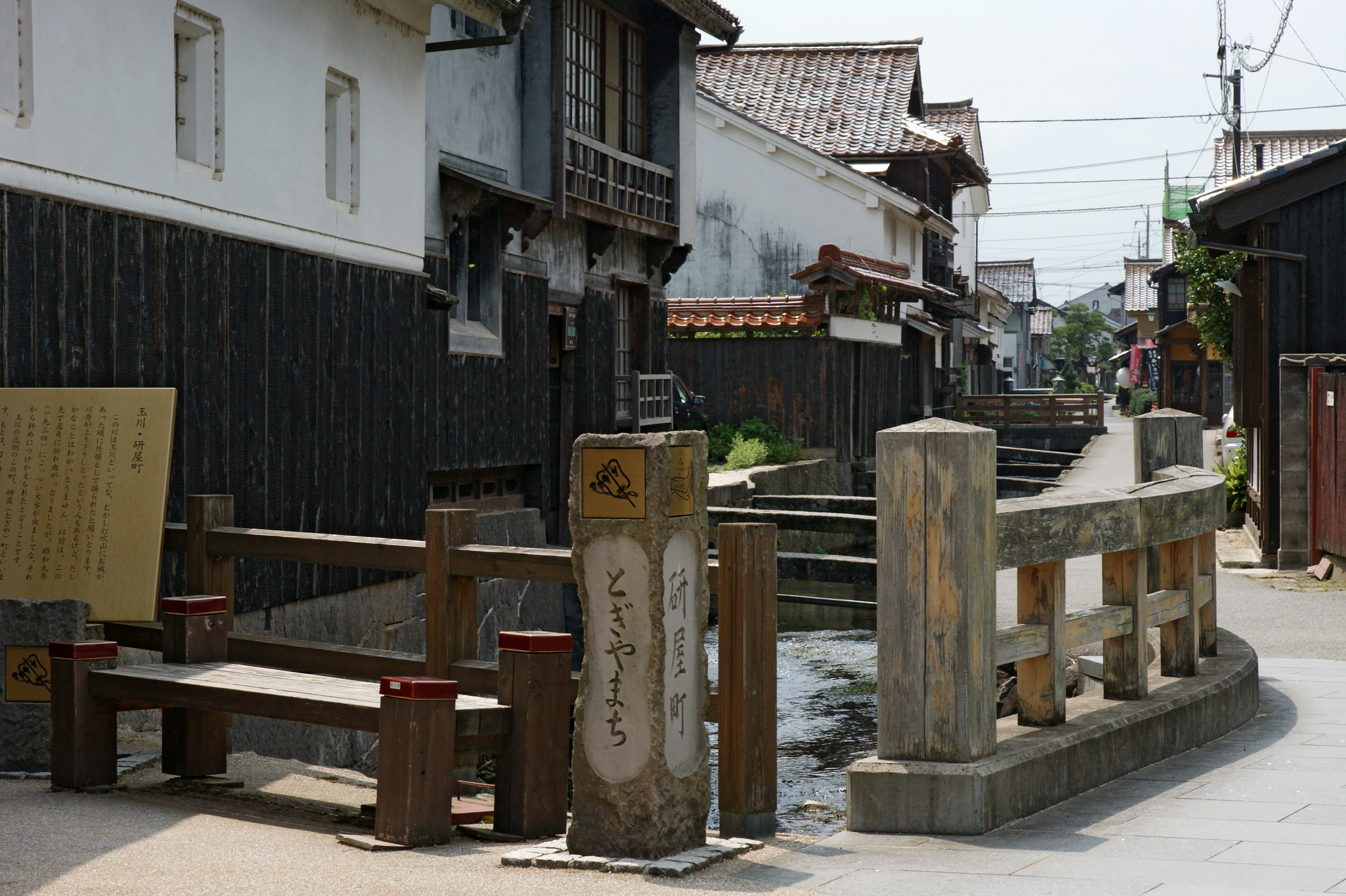
倉吉の町並み「打吹玉川」

### 広島県
- 鞆の浦 （瀬戸内海国立公園・国名勝・福山市）
- 福山城 （西国鎮衛の名城・国史跡・福山市）
- 明王院 （国宝の五重塔・福山市）
- 菅茶山旧宅ならびに廉塾 （国特別史跡・福山市神辺町）

### 岡山県
- 華鴒大塚美術館 （井原市）
- 嫁いらず観音院 （井原市）
- ミニボートピア井原 （井原市） [注釈 1]
- 経ヶ丸山 （井原市）
  - 経ヶ丸グリーンパーク
  - 経ヶ丸オートキャンプ場
  - 経ヶ丸わくわくドラゴンハウス
- 井原市立田中美術館 （井原市）
- 田中苑 （櫂の木の名所・井原市）
- 井原堤 （小田川にある約2　kmに及ぶソメイヨシノの桜堤・井原市）
- 天神峡 （小田川にある岡山県指定名勝・井原市）
- 旧矢掛本陣 （矢掛町）
- 弥高山 （高梁市）
- 磐窟渓・磐窟洞 （高梁市・国名勝）
- 吉備川上ふれあい漫画美術館 （高梁市）
- 高梁市成羽美術館 （高梁市）
- 備中松山城 （国史跡・日本一の山城・高梁市）
- 頼久寺庭園 （国名勝・高梁市）
- 井倉峡 （新見市）
  - 井倉洞 （大鍾乳洞・岡山県天然記念物）
  - 絹掛の滝
- 満奇洞 （大鍾乳洞・新見市）
- 羅生門 （鍾乳洞及び石灰岩の天然橋・国天然記念物・新見市）
- 備中鐘乳穴 （大鍾乳洞・真庭市）
- 神庭の滝 （日本の滝百選・真庭市・国名勝）
- 醍醐桜 （後醍醐天皇ゆかりの桜・岡山県天然記念物・真庭市）
- 勝山 （城下町の町並み・旧出雲街道・お雛まつり・だんじり祭り・真庭市）
- 湯原温泉 （露天風呂の西の横綱・河原の露天風呂“砂湯”・真庭市）
  - 足温泉
  - 真賀温泉
  - 郷緑温泉
  - 下湯原温泉
  - 湯原温泉街
  - 湯原湖
- 櫃ヶ山 （湯原富士・真庭市）
- 蒜山 （日本有数の大高原地帯・真庭市）
  - 蒜山高原
  - 津黒高原
- 美甘宿場桜 （旧出雲街道沿いの桜並木・真庭市）
- がいせん桜 （旧出雲街道沿いの桜並木・新庄村）

### 鳥取県
- 伯耆大山 （中国地方一の高峰・大山隠岐国立公園・大山町など）
- 関金温泉 （倉吉市）
- 三朝温泉 （世界一のラジウム温泉・三朝町）
- 三徳山投入堂 （ 国宝・国名勝の密教寺院・三朝町）
- 倉吉の町並み （重要伝統的建造物群保存地区・倉吉市）

## 道の駅
- 醍醐の里 （岡山県真庭市）
- 犬挟 （鳥取県倉吉市）